# Racovella birramea
Racovella birramea is een vlokreeftensoort uit de familie van de Bogidiellidae. De wetenschappelijke naam van de soort is voor het eerst geldig gepubliceerd in 2007 door Jaume, Gràcia & Boxshall.